# Zenobiusz Poduszko
Zenobiusz Poduszko, właśc. Zinowij Poduszko (ukr. Зиновій Григорович Подушко, ur. 17 października?/29 października 1887 w Oczeretyne, zm. 3 marca 1963 w Łodzi) – ukraińsko-polski malarz, scenograf, oficer Armii Ukraińskiej Republiki Ludowej.

## Życiorys
Poduszko w młodości uczył się w zawodowej szkole kolejowej, w szkole realnej w Jekaterynosławiu. W latach 1906–1911 uczył się w Kijowskiej Szkole Artystycznej pod kierunkiem Ołeksandra Muraszki i Ilji Riepina. W latach 1911–1918 studiował w Akademii Sztuk Pięknych w Petersburgu pod kierunkiem Jana Ciąglińskiego i Mikołaja Dubowskiego. W czasie studiów uczestniczył w wystawach Pieriedwiżników. Był wówczas także członkiem tzw. „Społeczności Artystów” oraz należał do Towarzystwa im. Archipa Kuindżego. Następnie jako oficer Wydziału Kulturalno-Oświatowego Sztabu Generalnego Armii Ukraińskiej Republiki Ludowej był internowany w Łańcucie – szczegóły jego kariery wojskowej nie są znane. W 1921 zamieszkał w Łodzi, gdzie do 1939 pracował jako technik-rysownik w Zarządzie Miejskim oraz jako nauczyciel rysunków w Państwowej Szkole Włókienniczej i Miejskiej Dokształcającej Szkole Zawodowej Grafików nr 10 w Łodzi. Jednocześnie pracował w latach 1926–1935 jako scenograf Teatru Miejskiego w Łodzi. Współpracował z czasopismem „Forma” redagowanym przez Karola Hillera i Stefana Wegnera.
Podczas II wojny światowej Poduszko z powodu złych warunków materialnych oraz choroby podupadł na zdrowiu, tracąc znaczną część dorobku artystycznego i zaprzestając pracy artystycznej. Po wojnie powrócił do malowania, jednocześnie pracując w Pracowni Urbanistycznej Prezydium Rady Narodowej miasta Łodzi. W tym okresie wyjeżdżał również w Sudety i Beskid Śląski na kuracje, dzięki czemu w latach 1948–1954 powstał cykl dzieł zatytułowany „Krajobraz śląski”, reprodukowany na pocztówkach wydanych przez Spółdzielnię Wydawniczą „Poziom”.
Należał do Zarządu Związku Polskich Artystów Plastyków Okręgu Łódzkiego, którego był współzałożycielem. Był również członkiem grupy malarskiej „Start” i grupy „Zachęta” (od 1957).
Jego obrazy znajdują się w Galerii Piotra Uznańskiego w Łodzi, Muzeum Okręgowym w Sieradzu, Miejskim Muzeum Historii i Sztuki im. Juliana i Kazimierza Bartoszewiczów w Łodzi, zbiorach Ministra Kultury, Muzeum Okręgowym w Toruniu, Muzeum Narodowym we Lwowie, Obwodowym Muzeum Sztuki Chmielnickiego oraz innych muzeach w Polsce, Ukrainie i Rosji.

### Życie prywatne
Poduszko był synem tokarza kolejowego – Grzegorza Poduszki i jego żony – Eufrozyny. Jego żoną była Zinaida z domu Kibardin.
Został pochowany na cmentarzu prawosławnym na Dołach.

## Malarstwo
Poduszko malował niemal wyłącznie pejzaże – przedstawiały głównie krajobraz Wołynia, Podola, a także Łodzi i okolic oraz Śląska. Stosował technikę olejną oraz akwarele – tworzył dekoracyjne plamy barwne i uproszczenia motywów naturalnych W jego dorobku artystycznym znajduje się ponad 1000 prac. Do najbardziej znanych należą cykle: „Step”, „Do domu”, „Zachód słońca”, „W stepie”, „Chutor”, „Zachód słońca”, „Na pastwisku”, „Obóz Czumacki”, „Wioska stepowa”, „Wieczór na stepie”, „Pola zbożowe”, „Wiatraki”, „Orka”, „Nad Dnieprem”, „Hajdamacy jedzą obiad”, „Stary Młyn”, „Krajobraz śląski”, „Ziemia łódzka”, a także obrazy „Hucuł ze stadem o świcie” (1917) i „Zakarpacki krajobraz z domami” (1917).
W latach 1908–1909 brał udział w wystawach Stowarzyszenia Artystów Kijowian. Następnie wystawiał swoje prace we Lwowie (w 1924), razem z Pawłem Kowżunem i Wasylem Kryżaniwskym, jak również w Krakowie, Warszawie (na wystawie Towarzystwa Zachęty Sztuk Pięknych), Łodzi (w Miejskiej Galerii Sztuki), Lublinie i Poznaniu. Jego obrazy były również prezentowane m.in. na wystawach Ośrodka Propagandy Sztuki (1953, 1956, 1959–1961), Spółdzielni Związku Artystów Plastyków (1945, 1948, 1951), Politechniki Warszawskiej (1958–1959) oraz Muzeum Narodowego w Warszawie (1961 i 1962). W 1964 odbyła się pośmiertna wystawa jego prac.

## Scenografie teatralne
- „Otello przyszłości”,
- „Mąż o dwóch żonach”,
- „Dziwak”[4],
- „Kwadratura koła”,
- „Moja kochana, głupia mama”,
- „W małym dworku”[3],
- „Codziennie o piątej” (1926),
- „Panna Flute” (1927),
- „Asekuracja wierności” (1928)[12]

## Odznaczenia
- Brązowy Medal na wystawie Towarzystwa Zachęty Sztuk Pięknych za obraz „Wieczór – miasteczko kresowe” (1930),
- Złoty Krzyż Zasługi (1954),
- Honorowa Odznaka Miasta Łodzi (1957),
- Nagroda plastyczna województwa łódzkiego przyznawana przez Prezydium Wojewódzkiej Rady Narodowej w Łodzi (1963)[4].